# 탈주 특급
《탈주 특급》(Von Ryan's Express)은 미국에서 제작된 마크 롭슨 감독의 1965년 스릴러, 전쟁 영화이다. 프랭크 시나트라 등이 주연으로 출연하였고 사울 데이빗 등이 제작에 참여하였다. David Westheimer가 쓴 동명의 소설에 기반을 둔 이 영화는 소설의 몇 가지 면들, 특히 엔딩 부분을 변경하였다.

## 줄거리
제2차 세계 대전 중 이탈리아에서 미군 조종사 라이언 대령은 격추되어 포로수용소에 갇힌다. 그는 수용소 내 최고 계급 장교로서 영국군 포로들을 지휘하게 된다. 라이언은 수용소장에게 특권 대우를 요구하며, 영국군 장교 핀첨과 대립한다. 이탈리아 항복 후, 독일군이 수용소를 재점령하고 포로들은 독일로 향하는 기차에 실린다. 라이언은 포로들과 함께 기차를 장악하여 탈출을 시도한다. 그 과정에서 독일군 장교 폰 클레멘트와 그의 정부를 사로잡고, 독일군으로 위장해 여러 검문소를 통과한다. 포로들은 기차를 다른 노선으로 변경하고 독일군 추격대를 따돌리려 애쓴다.
기차는 밀라노에서 스위스로 향하는 노선으로 변경되지만, 독일군 친위대에게 발각되어 추격을 받는다. 포로들은 철로를 파괴하고 독일군 기차의 진입을 막으려 한다. 격렬한 전투 끝에 대부분의 포로들은 탈출에 성공하지만, 라이언은 스위스 국경에 도달하기 직전 총에 맞아 사망한다.

## 출연

### 주연
- 프랭크 시나트라
- 트레버 하워드

### 조연
- 라파엘라 카라

## 기타
- 원작자: 데이빗 웨스데이머
- 미술: 잭 마틴 스미스